# Thierry Ier de Frise occidentale
Pour les articles homonymes, voir Thierry Ier et Thierry.
Thierry Ier de Frise occidentale (en néerlandais : Dirk I van West-Frisia), né vers 870 et mort vers 959, est comte de Frise de 916 à 959.
Il est probablement le fils de Gérulf II, comte dans le Kennemerland.

## Biographie
En plus des régions côtières de la Frise occidentale où il règne, Thierry hérite de son père l'autorité sur le Kennemerland et le vieux Rhin.
Il soutient le roi des Francs Charles le Simple lors d'une révolte de ses vassaux et reçoit en gratitude des terres autour d'Egmond (situé dans la commune actuelle de Bladel) en 922 (où sera construite l'abbaye du même nom).
Il fait exhumer les restes d'Adalbert d'Egmond pour les inhumer dans l'abbaye.

## Famille

### Mariage et enfants
D'une épouse inconnue (nommée Geva d'après certaines sources), il eut :
- (Thierry ?), comte en Frise associé à son père de 928 à 939, et qui fut le père de Thierry II (mort en 988), comte en Frise. L'existence de ce fils a été mise en évidence par des études récentes ;
- Gerulf.

## Galerie

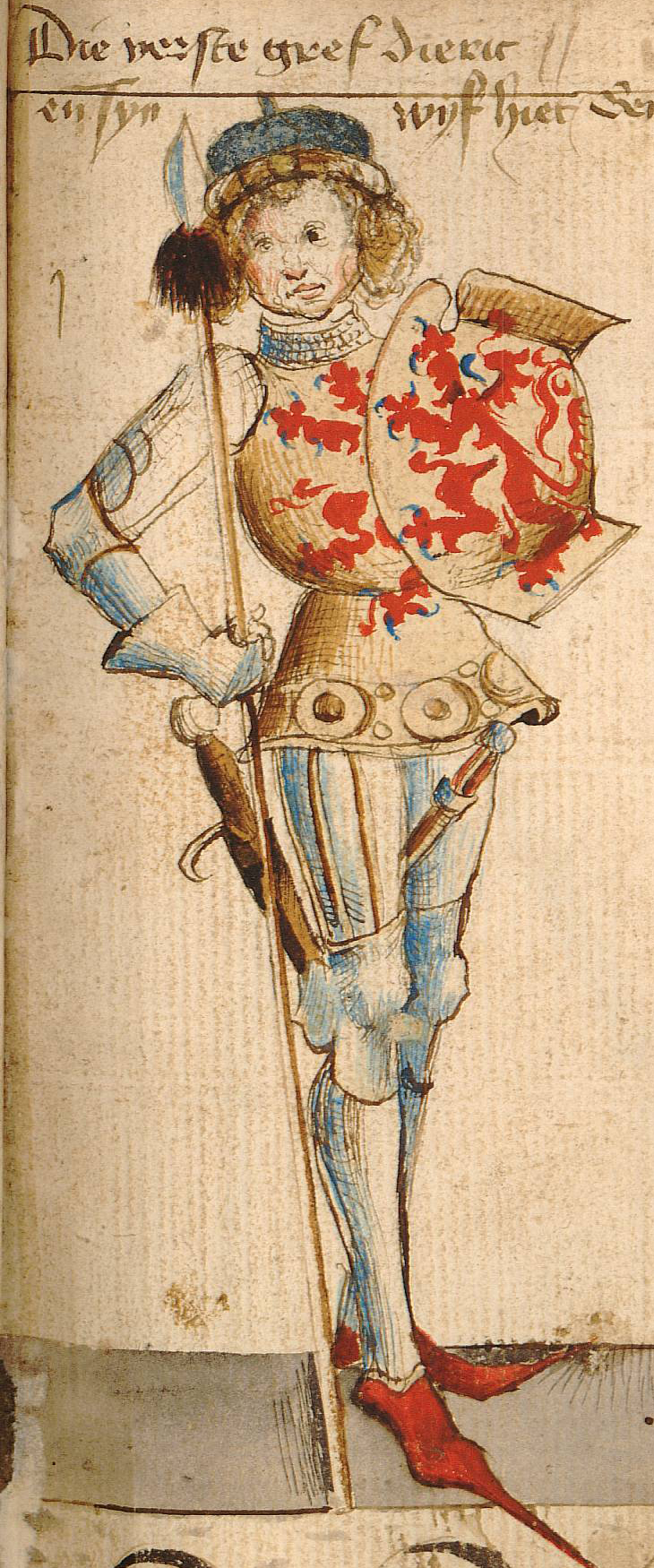
Thierry Ier représenté par Hendrik van Heessel (XVe siècle).

### Sources
- (en) Cet article est partiellement ou en totalité issu de l’article de Wikipédia en anglais intitulé « Count of Holland » (voir la liste des auteurs).

- (en) Cet article est partiellement ou en totalité issu de l’article de Wikipédia en anglais intitulé « Dirk of West Frisia » (voir la liste des auteurs).